# 果洲群島特別地區
果洲群島核心地區是一個位於香港新界東南部果洲群島一帶的核心保護區，劃定於2011年1月1日。果洲群島核心保護區佔地53.1公頃，屬於香港聯合國教科文組織世界地質公園西貢火山岩園區中的「果洲群島景區」。